# Felice Borel
Felice Borel (Niza, Francia, 5 de abril de 1914 - Turín, Italia, 21 de enero de 1993) fue un futbolista y director técnico italiano. Se desempeñaba en la posición de delantero.

## Selección nacional
Fue internacional con la selección de fútbol de Italia en 3 ocasiones y anotó 1 gol. Debutó el 22 de octubre de 1933, en un encuentro amistoso ante la selección de Hungría que finalizó con marcador de 1-0 a favor de los italianos.

### Participaciones en Copas del Mundo
| Mundial                        | Sede   | Resultado |
| ------------------------------ | ------ | --------- |
| Copa Mundial de Fútbol de 1934 | Italia | Campeón   |

## Clubes

### Como futbolista
| Club               | País   | Año       |
| ------------------ | ------ | --------- |
| Juventus F. C.     | Italia | 1932-1941 |
| Torino F. C.       | Italia | 1941-1942 |
| Juventus F. C.     | Italia | 1942-1946 |
| Alessandria Calcio | Italia | 1946-1948 |
| S. S. C. Napoli    | Italia | 1948-1949 |

### Como entrenador
| Club           | País   | Año       |
| -------------- | ------ | --------- |
| Fossano Calcio | Italia | 1954-1956 |
| Calcio Catania | Italia | 1958-1959 |
| Ternana Calcio | Italia | 1966-1967 |

## Palmarés

### Campeonatos nacionales
| Título      | Club           | País   | Año     |
| ----------- | -------------- | ------ | ------- |
| Serie A     | Juventus F. C. | Italia | 1932-33 |
| Serie A     | Juventus F. C. | Italia | 1933-34 |
| Serie A     | Juventus F. C. | Italia | 1934-35 |
| Copa Italia | Juventus F. C. | Italia | 1937-38 |

### Copas internacionales
| Título                 | Equipo              | País   | Año  |
| ---------------------- | ------------------- | ------ | ---- |
| Copa Mundial de Fútbol | Selección de Italia | Italia | 1934 |

### Distinciones individuales
| Distinción     | Año     |
| -------------- | ------- |
| Capocannoniere | 1932-33 |
| Capocannoniere | 1933-34 |